# إيزابيل كاندلر
إيزابيل كاندلر (بالفرنسية: Isabelle Candelier) هي ممثلة فرنسية، ولدت في 12 يونيو 1963 بألبي في فرنسا.

## أعمال

### أفلام
- (2006) سنة جيدة[2]
- (2014) جيما بوفيري[3][4]

## وصلات خارجية
- إيزابيل كاندلر على موقع IMDb (الإنجليزية)
- إيزابيل كاندلر على موقع قاعدة بيانات الأفلام العربية
- إيزابيل كاندلر على موقع ألو سيني (الفرنسية)
- إيزابيل كاندلر على موقع أول موفي (الإنجليزية)
- إيزابيل كاندلر على موقع قاعدة بيانات الأفلام السويدية (السويدية)
- إيزابيل كاندلر على موقع قاعدة بيانات الفيلم (الإنجليزية)
- إيزابيل كاندلر على موقع كينوبويسك (الروسية)